# Der Diktator
Der Diktator (título original en alemán; en español, El dictador) opus 49 es una ópera trágica en un acto con música de Ernst Krenek y un libreto del propio compositor. Se estrenó en el Hessisches Staatstheater, de Wiesbaden el 6 de mayo de 1928. Está inspirada libremente en la figura de Mussolini, aunque Krenek diría que su argumento es solo “una anécdota de la vida privada de un gran hombre”. Sin embargo, el libreto resalta, con cierto realismo y crudeza y no sin un gran carácter visionario, los peligros del fascismo y anticipa la tragedia del nacionalsocialismo en Alemania.
En las estadísticas de Operabase aparece con sólo una representación en el período 2005-2010. El Teatro Maestranza de Sevilla lo ha incluido en su programación en 2018.

## Argumento
Junto al lago Lemán se alzan un hotel y un sanatorio. El Dictador está ciego desde que sufrió un ataque con gas en la I Guerra Mundial. María se siente atemorizada ante el Dictador que declara la guerra, fascinado. Por su parte, Charlotte le reprocha que ya tiene demasiados enemigos. Más adelante, ambas mujeres planean asesinarlo.